# 黄盖淖镇
黄盖淖镇，是中华人民共和国河北省张家口沽源县下辖的一个乡镇级行政单位。

## 行政区划
黄盖淖镇下辖以下地区：
黄盖淖村、大井沟村、小井沟村、北滩村、义合村、林源村、林网村、西大井村、西营子村、战石沟村、大苟营村、郝家营村、东坡村、口山村、社新村、富河村、富乡村、东山坡村和七一村。